# Guettarda hypoglauca
Guettarda hypoglauca är en måreväxtart som beskrevs av Paul Carpenter Standley. Guettarda hypoglauca ingår i släktet Guettarda och familjen måreväxter. Inga underarter finns listade i Catalogue of Life.